# Olšovec
Olšovec település Csehországban, Přerovi járásban. Olšovec Potštát, Radíkov, Střítež nad Ludinou, Partutovice és Hranice településekkel határos. Lakosainak száma 518 fő (2024. január 1.).

## Népesség
A település lakosságának változását az alábbi diagram mutatja:
| Lakosok száma | 536  | 631  | 548  | 441  | 465  | 452  | 494  | 494  | 507  | 518  |
|               | 1869 | 1890 | 1921 | 1950 | 1980 | 2001 | 2017 | 2019 | 2022 | 2024 |